# Парк природе Слатине у долини Златице
Парк природе Слатине у долини Златице јесте законом зашитећено подручје Републике Србије.
Поступак заштите покренут јe априла 2013. године.
Налази се у северном делу Баната на подручју општине Чока и града Кикинде, између Падеја, Остојићева, Чоке, Банатског Моноштора, Црне Баре, Врбице и Јазова. Подручје заузима укупно заузима 3.640,60 хeктара и просторе се низ реку Златицу у правцу североисток-југозапад, од државне границе са Румунијом до Падеја.
Oко 93 одсто површине је у државној својини, 5  процената површина је у приватном власништву, а остатак припада друштвеној, јавној и другим врстама власништва. На подручју утврђују се режими заштите II и III степена.
Према Правилнику о критеријумима вредновања и поступку категоризације заштићених подручја ПП „Слатине у долини Златице” сврстава се у II категорију – покрајинског/регионалног, односно великог значаја.
Према Уредби о еколошкој мрежи подручје слатина у долини Златице је у оквиру еколошки значајног подручја под редним бр. 2 – „Пашњаци велике дропље” издвојено као међународно значајно подручје за биљке (ИПА) под називом „Слатинско подручје Чока-Остојићево”.